# 數學符號
數學符號（英語：Mathematical notation）不只被使用於數學裡，更包含於物理科學、工程及經濟學等領域內。有些數學符號在生活中很常見，例如數字1及2、二元運算、+等，儘管它們的實際定義可能並不顯淺；隨著數學觀念的發展，我們需要更多的符號以避免冗長的定義陳述，或是簡潔地表示某些概念。一些可能出現在教科書上的符號有正弦函數{\displaystyle \sin }、極限{\displaystyle \lim }和微分{\displaystyle {\frac {{\text{d}}y}{{\text{d}}x}}}；也有更為基本、然而抽象的符號，比如函數{\displaystyle f(x)}、等式{\displaystyle =}及變數{\displaystyle x}等等。

## 釋義
數學符號是一書寫系統，用於表示數學內的概念，是一种含义高度概括、形体高度浓缩的抽象的科学语言。
- 當中的符號或符號表示式是用來傳達精確語意。
- 在數學的歷史裡，不同的符號被用作標記數字、形狀、圖像和變化。除此，亦包括在一部份数学领域中，數學家的群體按照傳統、或慣常使用的符號。

數學符號的一個特點為對數學概念的系統性依附。
當談及數學符號時，總是在某個理論框架的意義下討論它。要注意的是，同一個符號可以在不同的理論中被使用，且有著不同的意義。
表示式是能被賦予某些意義的符號串列。有需要的話，我們會在表示式中加入括號，以標明優先運算的部分。例如算式 {\displaystyle (2+7)\times 2}中，是先把括號中的數字{\displaystyle 2}和{\displaystyle 7}加起來，得出{\displaystyle 9}，再把{\displaystyle 9}乘以{\displaystyle 2}。
一般來說，人們都由左至右寫表示式，也從左至右的方向闡述式子，但電腦讀入和運行表示式的方法則有別於此。電腦科學中，這些運算規則是由編譯器執行的。
現代數學要求數學符號有精確語意，因為使用含糊不清的符號是無法給出正式的數學證明的。有了準確的符號，才能嚴格地推導出命題。命題亦即由一些符號以合乎規格的方式連結起來的表示式。這些數學命題通常是陳述某些數學物件的性質和關係。
透過一公理系統可推導出命題，但僅看命題中的符號，是無法理解整個式子的意義的。除了推理，我們還可把符號設想為那些被標示的數學物件，如此便得出一個模型，在該模型中命題的意義有一個詮釋。如此我們可以透過直覺來了解符號或數學物件的意義，而同時這種理解又建基於嚴格的推理。當我們想要探究一個數學物件的特性，我們可以用描述法，將其特性形式化地一一列舉。
數學物件的特性一般都有經廣泛使用、或既定俗成的符號來表示之。
通常我們會加一些註解在符號上，例如：
- 「所有x」、「沒有x」、「存在某個x」（又或者說，「對某些x」）、「一個集合」、「一個函數」
- 「一個把實數映射到複數的函數」

## 歷史

### 數算
一般相信數學標記最少在50,000年前開始出現，以協助數算。除了數手指，早期用作數算的工具還有石塊、樹枝、骨頭、黏土、木雕、繩結。
0的出現是數學中最重要的發展之一。

### 解析幾何
初期幾何的數學觀念未借用數字的概念。事實上，由自然數到分數，再由分數建構出連續的實數，這個發展過程經歷了超過一個世紀的時間。直至笛卡尔發展了解析幾何，幾何裡才常常用到數字和符號。一些符號開始出現在幾何證明的正式發表裡，用以簡略地表示數學概念。除此之外，幾何定理和證明的結構也大大地影響了非幾何的領域，比如是牛頓所著的《自然哲學的數學原理》。

### 計算機械化
隨著布林代數和進位制的出現，透過簡單電路作計算這一方法成為可能。最初是以物理手段，例如用齒輪和桿，通過旋轉和平移表示狀態的變動。再之後是以電力，通過電壓和電流的轉變來代表某一項量的轉變。到了今天，電腦以規格化的電路來儲存和改變某一項量，除了數字外還能表示圖象、聲音、動作以及指令。

### 現代記號
十八和十九世紀時有不少數學符號被創造出來，也伴隨著數學符號的規範化，有不少符號沿用至今。其中不少都是瑞士數學家歐拉所創的，比如：以{\displaystyle a,b,c}代表常數、以{\displaystyle x,y,z}代表未知數、e作為自然對數的底、Sigma(Σ)表示數值的總和、{\displaystyle i}表示虛數單位，還有以{\displaystyle f(x)}代表函數。他同時普及了以{\displaystyle \pi }代表圓周率的使用。
許多數學領域裡的數學符號也採用其發明者的寫法，例如微分算子的標示源於萊布尼茲、無限基數源於康托爾、全等符號(≡) 源於高斯等等。

### 電腦化計算
對有些人而言，電腦化計算是一種可令他們領會到在象徵式記法不能領會到的數學計算方法。他們能受益於現代的先進電腦設備，提供更多準確的視覺、聽覺和觸覺形式的反饋。

## 註記
1. ↑  例如dy/dx此一概念在微積分中是由極限的定義給出，它的特性是由極限的定義推導出來，在多元函数中不能簡單地視為一般分數，但在一元函数中可以视为微商
2. ↑  另見相關概念：主語、邏輯論證、信服、數理邏輯和模型論。
3. ↑  例如，若表示式中的符號代表數字和一些四則運算，則此式依一定的運算順序來作運算過程。
4. ↑  更多有關表示式的運算，請見電腦科學主題：熱情計算、惰性計算及評估運算子。
5. ↑  比如先前所述的數字、形狀、圖像和變化
6. ↑  在不同的文本內容中，有時相同的符號或記號被用來指涉不同的概念。所以，要明白一篇關於數學的文字，首要之事是要弄清作者於文中使用的符號究竟定義為何。
7. ↑  參見常用的數學符號表
8. ↑  約翰·沃利斯也發明了"∞"的寫法

## 外部連結
- Mathematics as a Language at cut-the-knot
- Earliest Uses of Various Mathematical Symbols
- Mathematical ASCII Notation （页面存档备份，存于） how to type math notation in any text editor.